# Henry Hyde (vicomte Cornbury)
Pour les articles homonymes, voir Henry Hyde.
Henry Hyde (28 novembre 1710 – 28 mai 1753), titré vicomte Hyde de 1711 jusqu'en 1723 et vicomte Cornbury par la suite, également 5e baron Hyde dans son propre droit, est un auteur britannique et un homme politique.

## Biographie
Il est le seul fils de Henry Hyde (4e comte de Clarendon) à survivre à l'âge adulte. Il fait ses études à Christ Church, à Oxford, où il reçoit un DCL. Il est un auteur de talent, et Jonathan Swift et Alexander Pope font l'éloge de son caractère.
Il est conservateur comme le reste de sa famille, et est impliqué dans une intrigue Jacobite en 1733, en faveur de Jacques François Stuart. Il réussit à convaincre le comte de Chavigny, l'ambassadeur de France en Grande-Bretagne, et Chauvelin, le Secrétaire d'État aux Affaires Étrangères, d'approuver une invasion du sud de l'Angleterre, qui provoquerait le renversement de la Maison de Hanovre. Cependant, le projet est annulé par le cardinal de Fleury, et Chavigny est rappelé. Par la suite, Cornbury évite la politique et se consacre à la culture et aux lettres.
En 1737, il est élu député pour l'Université d'Oxford, où il reste jusqu'en 1750. Cette année, il est élevé à la Chambre des lords avec le titre de baron Hyde. Cornbury meurt à Paris en 1753, six mois avant son père. Il épouse Lady Frances Lee, la fille de George Lee (2e comte de Lichfield), le 9 novembre 1737, mais n'ont pas d'enfants.